# Karl von Brandenstein
Karl Hermann Bernhard von Brandenstein (* 27. Dezember 1831 in Potsdam; † 17. März 1886 in Berlin) war ein preußischer Generalleutnant.

## Leben

### Herkunft
Karl entstammte dem Adelsgeschlecht Brandenstein. Er war der Sohn des späteren preußischen Generalleutnants Karl August von Brandenstein (* 24. Januar 1792 in Nauen; † 30. März 1863 in Berlin) und dessen Ehefrau Auguste Friederike Bernhardine, geborene von Rieben (* 7. März 1796 in Tschilesen; † 10. Juli 1853 in Münster). Der preußische Generalleutnant Friedrich von Brandenstein (1786–1857) war sein Onkel.

### Militärkarriere
Brandenstein wurde ab Mai 1846 im Kadettenkorps erzogen und trat 1849 als Portepeefähnrich in das Kaiser Alexander Garde-Grenadier-Regiment Nr. 1 ein. Dort wurde er am 19. September 1850 Sekondeleutnant und fungierte ab 1853 als Adjutant des Füsilierbataillons. 1855 bis 1858 besuchte er die Allgemeine Kriegsschule und tat während dieses Kommandos Dienst beim 5. Artillerieregiment und bei der Garde-Pionierabteilung. 1862 wurde er Lehrer an der Kriegsschule in Potsdam, im Jahr darauf kam er als Generalstabsoffizier zur 16. Division.
Nachdem er im Dezember 1865 zum Generalstab des VIII. Armee-Korps versetzt worden war, machte den Deutsch-Österreichischen Krieg 1866 beim Oberkommando der Elbarmee mit und wurde zum Major befördert. Nach Beendigung des Krieges war er Generalstabsoffizier bei der großherzoglich-hessischen Division und trat im Juni 1868 in den Großen Generalstab ein.
In Vorbereitung des Deutsch-Französischen Krieges erarbeitete Brandenstein die Pläne für die Eisenbahnabteilung im Generalstab. Seinem organisatorischen Geschick ist es zu verdanken, dass die deutschen Truppen mit großer Schnelligkeit an der Grenze zu Frankreich aufmarschieren konnten. Im Juli 1870 wurde Brandenstein zum Oberstleutnant befördert. Während des Krieges blieb er im Großen Hauptquartier und war einer der engsten Mitarbeiter des Generalfeldmarschalls Moltke. Im Mai 1871 ernannte man ihn zum Chef der Eisenbahnabteilung.
Am 18. Januar 1875 wurde Brandenstein zum Oberst befördert und am 15. Juni mit dem Rang und den Kompetenzen eines Brigadekommandeurs betraut. Nachdem er zum Generalmajor befördert worden war, wurde er im Mai 1876 aus Gesundheitsgründen mit Aussicht auf Wiedereinstellung zur Disposition gestellt. Nach Wiederherstellung seiner Gesundheit trat Brandenstein am 30. März 1883 wieder in Dienst und wurde am 15. Mai 1883 unter Beförderung zum Generalleutnant zum Kommandeur der 31. Division ernannt. Zeitgleich führte er ab 16. August 1884 auch die Geschäfte als Gouverneur von Straßburg. Am 3. November 1884 berief ihn König Wilhelm I. dann zum Chef des Ingenieur- und Pionierkorps.
Aufgrund seines wieder schlechter werdenden Gesundheitszustandes konnte er diese Stellung ab 13. Februar 1886 nicht weiter fortführen. Brandenstein verstarb kurz darauf in Berlin und wurde am 20. März 1886 auf dem dortigen Invalidenfriedhof beigesetzt.

### Familie
Brandenstein heiratete am 18. August 1879 in Ballenstedt Sophie von Blücher (* 10. März 1849 in Rostock; † 24. August 1932 in Ballenstedt), eine Tochter des Professors Helmuth von Blücher. Mit ihr hatte er folgende Kinder:
- Friedrich Helmuth Hans (* 4. Dezember 1880 in Guben), preußischer Major im Generalstab
- Bernhardine Sophie Henriette (* 4. März 1883 in Guben)